# Heinz Thilo
Heinz Thilo, född 8 oktober 1911 i Elberfeld, död 13 maj 1945 i Vrchlabí, var en tysk läkare och SS-Hauptsturmführer. Under andra världskriget var han lägerläkare i Auschwitz och Gross-Rosen.

## Biografi
Heinz Thilo promoverades 1935 vid Jenas universitet. Från 1938 till 1941 tjänstgjorde han som gynekolog inom Lebensborn-programmet.
I Auschwitz var Thilo verksam i karantänlägret och zigenarlägret. Från oktober 1942 var han lägerläkare i Auschwitz-Birkenau och tjänstgjorde på lägersjukhuset. Till hans uppgifter hörde att avgöra vilka av de nyanlända fångarna som skulle få leva och vilka som skulle mördas i gaskamrarna. Enligt kollegan Johann Kremer kallade Thilo Auschwitz för Anus Mundi ("världens arsle").
I oktober 1944 förflyttades Thilo till koncentrationslägret Gross-Rosen, där han var lägerläkare tills läget stängdes i februari 1945. Thilo begick självmord i maj 1945.